# Duquesne-Klasse (1929)
Die Duquesne-Klasse war eine aus zwei Schiffen bestehende Klasse Schwerer Kreuzer und die erste Klasse dieses Typs in der französischen Marine. Ihr gehörten die Duquesne und die Tourville an. Unter den Einschränkungen des Washingtoner Flottenabkommens gebaut, waren es schnelle, gut bewaffnete Schiffe mit minimalem Panzerschutz.
Die Schiffe gehörten meist zur Mittelmeerflotte. Nach dem Ausscheiden Frankreichs aus dem Zweiten Weltkrieg wurden sie in Absprache mit den Briten in Alexandria interniert. Mitte 1943 wurden sie reaktiviert und kamen auf alliierter Seite zum Einsatz. Nach dem Ende des Zweiten Weltkriegs wurden sie im Rahmen des Indochinakriegs eingesetzt, bis sie 1947 aus dem aktiven Dienst ausschieden.

## Geschichte

### Entwicklungsgeschichte
Nach dem Ersten Weltkrieg war das Schiffsmaterial der französischen Marine größtenteils veraltet. Insbesondere verfügte sie über keine auch nur annähernd modernen Kreuzer, so dass sie sich mit ausgelieferten deutschen und österreich-ungarischen Kreuzern behelfen musste. 1922 bis 1923 wurden daher die drei leichten Kreuzer der Duguay-Trouin-Klasse in Bau gegeben. Mit dem Abschluss des Washingtoner Flottenabkommens 1922 wurden zukünftige Kreuzer auf eine Standardverdrängung von 10.000 tn. l. (10.060 t) und ein Geschützkaliber von 20,3 cm begrenzt. Dies führte dazu, dass die Signatarstaaten und führenden Seemächte Großbritannien, USA, Japan, Frankreich und Italien Entwürfe für kleinere Kreuzer als zweitklassig betrachteten und die Vertragsgrenzen voll ausnutzten.
Frankreich war das einzige Land, das sich bei der Entwicklung seiner ersten Klasse schwerer Kreuzer weitestgehend auf einen vorhandenen Entwurf (die genannte Duguay-Trouin-Klasse) stützte. Dies führte zur Duquesne-Klasse. Die Schiffe sollten die folgenden Aufgaben übernehmen:
- strategische Aufklärung
- Unterstützung von leichten Überwasserstreitkräfte, Konvoi-Eskorten und U-Booten
- Zerstörung feindlicher Handelsstörer
- schnelle Truppentransporte zwischen Nordafrika und Frankreich
- Zeigen der Flagge

Die französische Marine erachtete eine hohe Geschwindigkeit als notwendig, damit die Schiffe den britischen (Hood, Renown-Klasse) und japanischen (Kongō-Klasse) Schlachtkreuzern davonlaufen konnten. Sie ging davon aus, dass der Größenunterschied zwischen Duguay-Trouin-Klasse und Duquesne-Klasse von 2.000 t Standardverdrängung schon durch die Kalibersteigerung der Hauptartillerie aufgebraucht werden würde, so dass auch die Duquesne-Klasse kaum Panzerung erhalten würde.
Im Juli 1922 spezifizierte der Generalstab der französischen Marine („état-major géneral de la marine“) die Anforderungen an die Schiffe:
- acht 20,3-cm-Geschütze mit 150 Schuss pro Geschütz in drei oder vier leicht gepanzerten Türmen
- vier 10-cm-Flugabwehrkanone mit 500 Schuss pro Geschütz
- zwei Vierlingssätze für 55-cm-Torpedos mit insgesamt vier Reservetorpedos
- vier 24-cm-Anti-U-Boot-Mörser von Thornycroft
- 5.000 Seemeilen Reichweite bei 15 kn.

Es sollten zwei Entwürfe erstellt werden: Ein Entwurf für ein Schiff ohne Panzerschutz und mit höchstmöglicher Geschwindigkeit, der zweite mit einer um 2 kn geringeren Geschwindigkeit, wobei das eingesparte Gewicht für eine Panzerung verwendet werden sollte.
Im November 1922 erweiterte der Generalstab die Anforderungen: Die schwere Flugabwehr sollte auf acht 10-cm-Geschütze verstärkt werden, hinzukommen sollten acht 40-mm-Geschütze und zwölf 8-mm-MG (Mehrgewicht ca. 95 t). Außerdem sollten ein Wasserflugzeug und ein Druckluftkatapult eingeplant werden (Mehrgewicht ca. 160 t). Als Ausgleich sollten nur Drillings- statt Vierlingstorpedosätze eingebaut werden. Da gleichzeitig die Anzahl der Reservetorpedos auf 6 erhöht werden sollte – mithin die Gesamtzahl der mitzuführenden Torpedos bei zwölf blieb – wurde hierdurch kaum Gewicht eingespart.
In diesem Stadium der Entwurfsarbeiten standen selbst bei Verzicht auf einen nennenswerten Panzerschutz nur 1.740 t für die Antriebsanlage zur Verfügung. Gemessen am Leistungsgewicht der Antriebsanlage der Duguay-Trouin-Klasse hätte das eine Leistung von 85.000 PS und damit eine Geschwindigkeit von nur 31,5 kn bedeutet. Um dieses Problem zu lösen, schrieb die französische Marine die Antriebsanlage öffentlich aus. Ateliers et Chantieres de Bretagne bot daraufhin eine Antriebsanlage an, die bei einem Kesseldruck von 20 bar 115.000 PS für 34 kn leisten sollte.
Eine gewisse Gewichtseinsparung wurde dadurch erreicht, dass das Kaliber der schweren Flak von 10 cm auf 7,5 cm verringert wurde, das der mittleren Flak von 40 mm auf 37 mm und dass auf die U-Abwehr-Mörser verzichtet wurde. Die Konstruktionsabteilung der Marine („service technique des constructions navale“) schlug vor, auf 2 kn Geschwindigkeit zu verzichten, um mit dem eingesparten Gewicht den Panzerschutz zu verstärken. Der Generalstab lehnte dies ab, da ihm Berichte vorlagen, dass die neuen italienischen Schweren Kreuzer (die spätere Trento-Klasse) 34 kn laufen würden. Die französische Marine ging wie andere Marinen ohnehin davon aus, dass bei der gegebenen Verdrängung ein Schutz gegen 20-cm-Granaten unmöglich sei. Gegenüber Zerstörern und Torpedobooten sollten die Schiffe in der Lage sein, das Gefecht auf so große Entfernungen zu führen, so dass diese kaum Trefferaussichten hätten. Außerdem entwickelte die französische Marine Großzerstörer, um ihre Kreuzer gegen Gefechte auf kurze Entfernungen abzuschirmen.
Die Bauaufträge für die beiden Schiffe wurden am 1. Juli 1924 den Marinewerften in Brest und Lorient erteilt, wo am 30. Oktober 1924 (Duquesne) bzw. am 14. April 1925 (Tourville) der Kiel gestreckt wurde.

### Einsatzgeschichte
Anfänglich waren die Schiffe in Abgrenzung zu den noch vorhandenen Panzerkreuzern als „croiseur léger“, wörtlich leichte Kreuzer, klassifiziert. Diese Bezeichnung ist jedoch inhaltlich nicht identisch mit dem später verwendeten Begriff Leichter Kreuzer. Den Definitionen des Londoner Flottenabkommens 1930 folgend wurden die Schiffe zu „croiseur 1ère class“ (Kreuzern 1. Klasse) umklassifiziert.
Noch vor ihrer offiziellen Fertigstellung nahmen die beiden Schiffe am 3. Juli 1928 an einer Flottenschau in Le Havre teil.
Bald darauf mussten sie zusammen mit dem Schweren Kreuzer Suffren die Ausbildungsreise der Marineschule übernehmen, weil der zuvor als Schulschiff eingesetzte alte Panzerkreuzer Edgar Quinet durch Strandung verlorengegangen war. Die Reise begann im Oktober 1930 in Brest und führte über Dakar, Rio de Janeiro und das französische Westindien im Januar 1931 nach Toulon, außerdem zwischen April und Juli ins östliche Mittelmeer.
Anschließend waren die Schiffe die meiste Zeit der Mittelmeerflotte zugeteilt und bildeten im Normalfall mit der Suffren eine Division (zuerst als „1re Division Léger“, dann als „3e Division Léger“, also 1. bzw. 3. leichte Division, schließlich als „2e Division Croiseur“, 2. Kreuzerdivision). Im November 1937 wurde die Division der Marineartillerieschule in Toulon zugeordnet. Die Duquesne wurde dabei im Zusammenhang mit dem spanischen Bürgerkrieg eingesetzt.
Mitte der dreißiger Jahre hatte die italienische Marine die stark gepanzerten Kreuzer der Zara-Klasse in Dienst gestellt. Die französische Marine befürchtete dazu, dass die Duquesne-Klasse auf Grund ihres Alters ihren Geschwindigkeitsvorsprung größtenteils verloren habe. Deshalb wurde 1935 überlegt, die Schiffe zu Flugzeugträgern umzubauen. Drei der diesbezüglichen Studien sahen einen Flugdeckkreuzer mit einem 139 m langen Flugdeck vor, bei dem der vorderste oder hinterste Hauptgeschützturm beibehalten werden sollte. Die vierte Studie bezog sich auf einen reinen Flugzeugträger mit 176 m langem Flugdeck. Die Kapazität sollte 12 bis 14 Flugzeuge betragen. Die Kesselabgase sollten über einen horizontalen Abzug auf der Steuerbordseite geleitet und am Heck ausgestoßen werden. Das Projekt wurde schließlich zu Gunsten zweckgebauter Flugzeugträger, der nie fertiggestellten Joffre-Klasse, aufgegeben.
Zu Beginn des Zweiten Weltkriegs wurden die Schiffe auf Patrouillen zur Suche nach Schiffen der Achsenmächte eingesetzt. Die Tourville überführte außerdem Goldreserven nach Beirut. Am 4. Mai 1940 traten beide Schiffe zur Force X, die zusammen mit der britischen Flotte aus Alexandria heraus operierte. Diese franko-britische Flotte sollte im Falle des Kriegseintritts Italiens das östliche Mittelmeer kontrollieren.
Nach dem Waffenstillstand zwischen Frankreich und dem Deutschen Reich ab dem 25. Juni 1940 kam es in Alexandria zu Verhandlungen zwischen Admiral Godfroy und Admiral Cunningham über das Schicksal der französischen Schiffe in der Force X. Ergebnis war, das die Schiffe, darunter die Duquesne und die Tourville, deaktiviert wurden und unter einer verringerten französischer Besatzung in Alexandria verblieben.
Am 17. Mai 1943 traten die in Alexandria befindlichen französischen Schiffe, darunter die Duquesne und die Tourville, der alliierten Seite bei. Bis Anfang 1944 nahmen sie von Dakar aus an mehreren Patrouillen zur Jagd auf deutsche Blockadebrecher teil. An den Landungen in der Normandie und in der Provence waren sie nicht beteiligt, weil ihnen eine moderne Luftabwehr fehlte. Gegen Kriegsende unterstützte die Duquesne Operationen gegen die so genannten Atlantikfestungen.
Nach Ende des Zweiten Weltkriegs wurden die Schiffe im sich entwickelnden Indochinakrieg zu Truppentransporten und Beschießungen eingesetzt. In der zweiten Jahreshälfte 1947 schieden beide Schiffe aus dem aktiven Dienst aus.

## Einheiten
| Name      | Bauwerft           | Kiellegung       | Stapellauf        | Indienststellung | Verbleib                                              | Namensgeber                             |
| --------- | ------------------ | ---------------- | ----------------- | ---------------- | ----------------------------------------------------- | --------------------------------------- |
| Duquesne  | Arsenal de Brest   | 30. Oktober 1924 | 17. Dezember 1925 | 25. Januar 1929  | am 2. Juli 1955 ausgemustert und zum Verkauf gestellt | Abraham Duquesne                        |
| Tourville | Arsenal de Lorient | 4. April 1925    | 24. August 1926   | 12. März 1929    | am 8. März 1962 ausgemustert, in Toulon abgewrackt    | Anne Hilarion de Costentin de Tourville |

## Technik
Die Schiffe waren 191 m über alles und 185 m zwischen den Loten lang, 19 m breit und hatten einen Tiefgang von 6,45 m bei Normalverdrängung. Die Standardverdrängung betrug 10.060 t, die Normalverdrängung 10.440 t und die maximale Verdrängung 12.435 t.
Der Rumpf war in Längsspantenbauweise ausgeführt. Die französische Marine verwendete einen Schiffbaustahl mit einer relativ geringen Zugfestigkeit von 50 kg pro mm2, weshalb die Rumpfbeplattung und die Decks mittschiffs mit 16 bis 24 mm relativ dick waren.
Die Schiffe hatten ein erhöhtes Vorschiff, das sich bis zur Brücke erstreckte. Die Hauptbewaffnung trugen sie in je zwei überhöhten Doppeltürmen vor der Brücke und hinter dem Großmast. Über der Brücke befand sich ein schwerer Dreibeinmast, der das Zentralrichtgerät für die Hauptartillerie trug. Die Schiffe hatten zwei Schornsteine. Zwischen dem zweiten Schornstein und dem Großmast war mittschiffs das Katapult eingebaut. Die Beiboote waren zwischen den Schornsteinen und auf beiden Seiten des hinteren Schornsteins und des Katapult untergebracht.

### Antrieb
Der Antrieb war in vier Kesselräumen und zwei Maschinenräumen untergebracht, wobei sich vor jedem der beiden Maschinenräume je zwei Kesselräume befanden (Einheiten- oder Kraftwerkprinzip), die diesen mit Dampf versorgten. Diese abwechselnde Anordnung sollte die Überlebensfähigkeit im Falle von Gefechtsschäden erhöhte.
In jedem Kesselraum standen zwei ölbefeuerte Guyot-du-Temple-Schmalrohrwasserkessel nebeneinander, also insgesamt acht Kessel. Je vier Kessel in zwei benachbarten Kesselräumen teilten sich einen Schornstein.
Die Kessel speisten vier Sätze Rateau-Getriebeturbinen, die paarweise in den Maschinenräumen aufgestellt waren und über vier Wellen auf vier Schrauben wirkten. Die Turbinen des vorderen Maschinenraums trieben die äußeren Wellen an, die des hinteren die inneren. Ein Turbinensatz bestand aus einem Paar Hauptturbinen vom Impulstyp mit einer Leistung von 30.000 PS und einer Turbine für Rückwärtsfahrt. Die hinteren Turbinensätze umfassten zusätzlich je eine Marschturbine mit einer Leistung von jeweils 2.900 PS. Jeder Turbinensatz hatte seine eigenen Turbopumpen und Kondensatoren.
Die Maschinenanlage war für eine Gesamtleistung von 120.000 PS und eine Geschwindigkeit von 34 kn entworfen. Bei den Tests erfüllten sich die Erwartungen der französischen Marine nicht ganz, die gehofft hatte, dass die Schiffe bei Normalverdrängung 8 Stunden lang 34 kn halten würden. Duquesne erreichte für vier Stunden mit 131.770 PS 34,1 kn, Tourville für sechs Stunden mit 126.919 PS 33,2 kn. Forciert leistete die Antriebsanlage der Tourville über eine Stunde 136.742 PS für 34,5 kn. Andererseits konnten die Schiffe bei Maximalverdrängung mühelos 31 kn halten und liefen 24 Stunden lang mit halber Leistung 30 kn.
Maximal konnten 1.842 t Treibstoff gebunkert werden. Entwurfsgemäß sollte damit eine Reichweite von 700 Seemeilen bei 33 kn und von 5000 Seemeilen bei 15 kn erreicht werden.
Zur Stromversorgung standen vier Turbogeneratoren und – für den Betrieb im Hafen – zwei Dieselgeneratoren zur Verfügung. Ein Paar Turbogeneratoren befand sich zusammen mit den Dieselgeneratoren in einem Raum auf Höhe des zweiten Geschützturms, das zweite Paar auf einer erhöhten Plattform im hinteren Maschinenraum.
Die Schiffe hatten zwei hintereinander angeordnete Ruder, das vordere mit 11 m2, das hintere mit 22 m2.

### Bewaffnung

#### Geschütze
Die Hauptbewaffnung wurde von acht 20,3-cm-Geschützen Modèle 1924 mit einer Kaliberlänge von L/50 gebildet. Die Geschütze waren in je zwei überhöhten Zwillingstürmen vor und hinter den Aufbauten aufgestellt.
Der Geschütztyp war für diese Schiffsklasse entwickelt worden und sollte auf allen schweren Kreuzern der französischen Marine zum Einsatz kommen. Er hatte einen Welin-Schraubenverschluss. Entworfen für eine Feuergeschwindigkeit von 5 bis 6 Schuss pro Minute, erreichten sie in Realität nur eine Kadenz von 3 bis 4 Schuss pro Minute.
Es standen drei Typen panzerbrechender Granaten und zwei Typen Sprenggranaten mit Gewichten zwischen 119 kg und 134 kg zur Verfügung. Bei Mündungsgeschwindigkeiten zwischen 820 m/s und 850 m/s betrug bei einer Erhöhung von 45° die maximale Reichweite je nach Granattyp zwischen 28 km und 31,4 km. Ab März 1939 erhielten die Granaten Beutel mit Farbstoff, durch die Wassersäulen den feuernden Schiffen zugeordnet werden können sollten: rot für die Duquesne, gelb für die Tourville.
Als schwere Luftabwehr waren acht 7,5-cm-L/50-Geschütz Modèle 1924 in Einzellafetten an den Schiffseiten eingebaut: je zwei auf beiden Seiten der Brücke und je zwei an beiden Seiten des hinteren Endes der Aufbauten. Das Geschütz feuerte eine 5,9 kg schwere Granate mit einer Mündungsgeschwindigkeit von 850 m/s, womit eine maximale Reichweite gegen Seeziele von 15 km und eine Schusshöhe von 7,5 km erreicht wurden. Neben Sprenggranaten mit Zeit- oder Aufschlagzündern standen Leuchtgranaten zur Verfügung. Die Schussfolge sollte theoretisch 15 Schuss pro Minute erreichen, praktisch waren es 8 Schuss pro Minute.
Außerdem erhielten die Schiffe 8 halbautomatische 37-mm-L/50-Luftabwehrgeschütze: Zwei auf dem Vordeck, vier seitlich des ersten Schornsteins und zwei auf dem Achterdeck. Zudem wurde eine Anzahl 8-mm-MG eingebaut.

#### Torpedos
Die Schiffe hatten zwei Drillingstorpedorohrsätze für 55-cm-Torpedos, je einen Satz auf jeder Schiffseite auf dem Oberdeck zwischen den Schornsteinen. Drei Reservetorpedos wurden in der Torpedowerkstatt zwischen den Rohrsätzen mitgeführt und konnten zum Nachladen von den beiden Wartungsgestellen direkt in die Rohre geschoben werden. Die Torpedos vom Modell 1923D hatten eine Reichweite von 9 km bei 39 kn oder 13 km bei 35 kn. Ihre 308 kg schweren Sprengköpfe wurden in Friedenszeiten in gepanzerten Boxen direkt an den Schiffseiten aufbewahrt.

#### Feuerleitung
Zur Feuerleitung führten die Schiffe ein Zentralrichtgerät auf dem Dreibeinmast über der Brücke. Dieses stand erst ab 1929 bis 1930, also nach der Fertigstellung, zur Verfügung. Das Zentralrichtgerät verfügte über einen Schnittbildentfernungsmesser mit einer Basis von 5 Metern, außerdem über einen Raumbildentfernungsmesser mit 3-m-Basis, der dazu dienen sollte, die Entfernung zwischen dem Ziel und den Aufschlägen (Wassersäulen) von Kurzschüssen zu messen (ein Verfahren, das John Jordan auf Englisch als „scartometry“ bezeichnet). Die Messdaten des Zentralrichtgeräts versorgten einen Feuerleitrechner Modell 1924, außerdem standen zwei einfachere Rechengeräte als Backup zur Verfügung. Die Feuerleitrechner standen im Schiffsinnern auf Höhe des Kommandostandes.
Der zweite und der dritte Hauptgeschützturm verfügten ebenfalls über einen 5-m-Entfernungsmesser, der die Feuerleitrechner mit Daten versorgen konnte. Für allgemeine Zwecke war auf dem gepanzerten Kommandostand ein weiteres 5-m-Gerät eingebaut, das auch zur Feuerleitung für die Torpedobewaffnung diente. Solange diese nicht zur Verfügung standen, erhielten die Schiffe ältere Modelle.
Feuerleitgeräte für die schwere Flak wurden erst ab 1932 bis 1934 eingebaut. Die Schiffe erhielten zwei Geräte, eines auf jeder Seite der Brücke. Jedes Leitgerät verfügte über einen 3-m-Entfernungsmesser und versorgte einen eigenen Feuerleitrechner mit Daten.
Für Nachtgefechte waren vier 1,2-m-Scheinwerfer eingebaut, je zwei am vorderen Dreibeinmast und am hinteren Hauptmast.

### Schutzeinrichtungen
Die Schiffe verfügten über nur wenig Panzerschutz. Für diesen wurde hochzugfester Stahl mit einer Zugfestigkeit von 60 kg pro mm2 verwendet.
Die Pulver- und Granatkammern, die sich über ein Viertel der Schifflänge erstreckten, hatten seitliche Panzerschotten von 30 mm Dicke und 20 mm starke Decken und Querschotten. Dies sollte den verwundbarsten Teil der Schiffe vor den Geschützen der damaligen Zerstörer schützen. Das Konzept war, dass die relativ dicke Außenhaut die Aufschlagzünder der Granaten auslösen sollten. Da sich die Magazine tief im Schiffsinnern befanden, sollte die leichte Panzerung im Zusammenspiel mit dem Abstand der Magazine von den Schiffseiten genügen, die entstehenden Granatsplitter abzufangen.
Geschütztürme und Kommandostand waren durch zwei Lagen 15 mm starken Stahls geschützt, also durch ebenfalls insgesamt 30 mm. Die Rudermaschine hatte einen 17 mm starken Splitterschutz. Die Panzerung im Rumpf hatte ein Gewicht von 368 t, die der Bewaffnung 91 t, also 459 t oder 4,5 % der Standardverdrängung, der geringste Wert unter den Vertragskreuzern der ersten Generation.
Ansonsten sollte die sorgfältige Unterteilung der Schiffe deren Überlebensfähigkeit sicherstellen. Die Schiffe hatten 16 vom Kiel zum Oberdeck durchgehende Querschotten, die bis zum Hauptdeck wasserdicht waren. Jede der so gebildeten 17 Abteilungen hatte eigene Pumpen und Belüftung. Die Querschotten vor und hinter den Maschinenräumen waren dabei durch 20 mm starken hochzugfesten Stahl (60 kg pro mm2) verstärkt. Das Einheitenprinzip der Maschinenanlage sollte sicherstellen, dass auch nach einem Torpedotreffer noch mindestens 2 Kessel und 1 Satz Turbinen zur Verfügung stehen würden.

### Flugzeugeinrichtungen
Der vorgesehene Katapult stand erst 1929 bis 1930 zum Einbau zur Verfügung. Er erhielt seinen Platz zwischen zweiten Schornstein und Hauptmast. Der Katapult arbeitete mit Pulverkartuschen und konnte Flugzeuge bis 2,5 t starten. Ab diesem Zeitpunkt führten die Schiffe zwei Flugzeuge vom Typ Gourdou-Leseurre GL-810 oder GL-811 mit, eins auf dem Katapult und eins zwischen den Schornsteinen. Zuvor waren CAMS 37 A oder Schreck F.B.A. 17 eingeschifft, die von der Wasseroberfläche aus gestartet wurden.
Zum Bewegen der Flugzeuge wurden ein Kran am Hauptmast und der Bootskran zwischen den Schornsteinen verwendet. Das Flugzeugbenzin wurde auf Grund der Brandgefahr in Tanks am äußersten Schiffsheck mitgeführt. Außerdem erlaubten entsprechende Vorrichtungen, verbrauchten Treibstoff durch Kohlendioxid zu ersetzen und das Benzin schnell über Bord zu pumpen.

### Umbauten

#### Vor dem Zweiten Weltkrieg
1930 erhielten die Schiffe einen Schraubenschutz für die äußeren Schiffsschrauben.
Von 1932 bis 1934 wurde die Klasse einer ersten großen Nachrüstung unterzogen. Die oben beschrieben Fla-Feuerleitstände wurden eingebaut. Bei der Duquesne standen die Leitstände ein Deck höher, was fürderhin das Hauptunterscheidungsmerkmal der beiden Schiffe war. Die Entfernungsmessgeräte des zweiten und dritten Hauptgeschützturms wurden durch ein neueres Modell ersetzt und so modifiziert, dass sie um 15° relativ zum Turm geschwenkt werden konnten.
Die 7,5-cm-Geschütze erhielten Schutzschilde. Die vier 37-mm-Flak auf dem Vor- und Achterdeck wurden auf einer neuen Position seitlich des Bootskrans aufgestellt. Vier Doppellafetten mit 13,2-mm-Hotchkiss-MG wurden auf dem Achterdeck neu eingebaut.
Um das Jahr 1936 erhielten die Zentralrichtgerät der beiden Schiffe einen Raumbildentfernungsmesser mit einer größeren Basislänge von 8 m.
1937 wurden die Katapulte vorübergehend ausgebaut und dabei aufgerüstet, so dass sie für das größere Bordflugzeug vom Typ Loire 130 geeignet waren. Außerdem wurden die Brückennocken modifiziert, um beidseitig je einen 13,2-mm-MG-Zwilling aufzunehmen. Diese erhielten im folgenden Jahr Schutzschilde.

#### Nach der Reaktivierung im Mai 1943
Nachdem die Schiffe auf alliierter Seite wieder aktiviert worden waren, bedurften sie einer Modernisierung insbesondere in Bezug auf Radar und Flugabwehr. Großbritannien und USA waren jedoch bei den älteren der französischen Schiffe nicht bereit, in größerem Umfang Ressourcen bereitzustellen. Insbesondere waren die USA nicht bereit, die von französischer Seite gewünschten 40-mm-Bofors-Vierlingslafetten mit Feuerleiteinrichtung zu liefern.
Schließlich wurden die Schiffe von Januar bis März 1944 in Nordafrika in begrenztem Umfang modernisiert. Torpedorohre und Flugzeugeinrichtungen kamen von Bord. Anstelle ihrer 37-mm- und 13,2-mm-Luftabwehrgeschütze erhielten sie moderne Maschinenkanonen. Sie erhielten Radargeräte US-amerikanischen Ursprungs: Typ SA zur Seeraumüberwachung und Typ SF-2 zur Luftraumüberwachung. Außerdem erhielt der vordere Schornstein eine Kappe.
1945 trugen die Schiffe sechs (Duquesne) bzw. acht (Tourville) 40-mm-L/60-Bofors in Einzellafetten und 18 (Duquesne) bzw. 16 (Tourville) einzelne 20-mm-Oerlikon-Kanonen.